# 路易·夏尔·布勒盖
路易·夏尔·布勒盖（法語：Louis Charles Breguet，1880年1月2日—1955年5月4日），法国男子帆船运动员、航空工程师。他曾代表法国参加1924年夏季奥林匹克运动会帆船比赛，获得一枚铜牌。